# Gustavo Méndez
Gustavo Emilio Méndez (Montevidéu, 3 de Fevereiro de 1971) é um ex-futebolista uruguaio, que atuava como defensor.

## Carreira
Mendez integrou a Seleção Uruguaia de Futebol na Copa América de 1995.

## Títulos
Seleção do Uruguai
- Copa América: 1995